# Francesc Xavier Butinyà i Hospital
Francesc Xavier Butinyà i Hospital (Banyoles, 16 d'abril de 1834 – Tarragona, 18 desembre de 1899) va ser un professor, escriptor, fundador i missioner jesuïta català.

## Biografia
La seva família regentava un establiment d'una indústria tradicional, la de corders, ofici que exercia a Banyoles des que s'hi havia establert, procedent de Catalunya Nord, a començaments del segle xviii. Ell n'era l'hereu, però als vint anys va ingressar a la Companyia de Jesús. El 24 d'octubre de 1854 va entrar a la casa de Loyola (Azpeitia, Guipúscoa) on va començar els seus primers anys de formació com a jesuïta. Després d'un període d'exili a Mallorca a causa del fort corrent anticlerical que existia en aquell temps a la península Ibèrica, torna a Loyola per continuar els estudis de teologia i filosofia.
En acabar el curs del 1859 Francesc X. Butinyà i Hospital va ser destinat a l'Havana per exercir una labor docent i investigadora en el col·legi de Belen. Hi va exercir com a professor de matemàtiques, física i ciències naturals i va treballar a l'observatori astronòmic que el col·legi hi tenia i que ell mateix va arribar a dirigir.
El 15 d'agost del 1863 es va embarcar de nou a Espanya. El seu destí era Lleó, on va acabar els seus estudis de teologia, matèria en què es doctorà a la facultat que recentment s'havia obert en el magnífic edifici de l'antic hospital de Sant Marc. A més a més dels seus estudis, va poder realitzar investigacions arqueològiques al costat del seu admirat professor, el Pare Fidel Fita.
El 29 de juliol de 1866 va ser ordenat sacerdot, un pas molt important a la seva vida com a creient i com a jesuïta. La seva estada a Lleó va a constituir-se en l'espai de gestació del que posteriorment van a ser els eixos transversals de la seva història. Són anys d'apassionament i energia. Va recórrer incomptables pobles predicant i acompanyant la seva gent, s'entusiasmava amb les seves investigacions científiques, i mantenia una fluida i propera correspondència amb familiars i amics com el cas de Pere Alsius descobridor de la mandíbula de Banyoles.
A poc a poc va arrelar en ell una inquietud que el va marcar profundament, la necessitat de convertir l'experiència cristiana en una resposta significativa i comprensible per la dura vida al camp i al món obrer i comença a buscar una manera de donar resposta creient a tots aquells i aquelles que s'havien de guanyar el pa amb la suor del seu front, apostant per una experiència de fe que els sostingués en les seves angoixes i animés la seva esperança.

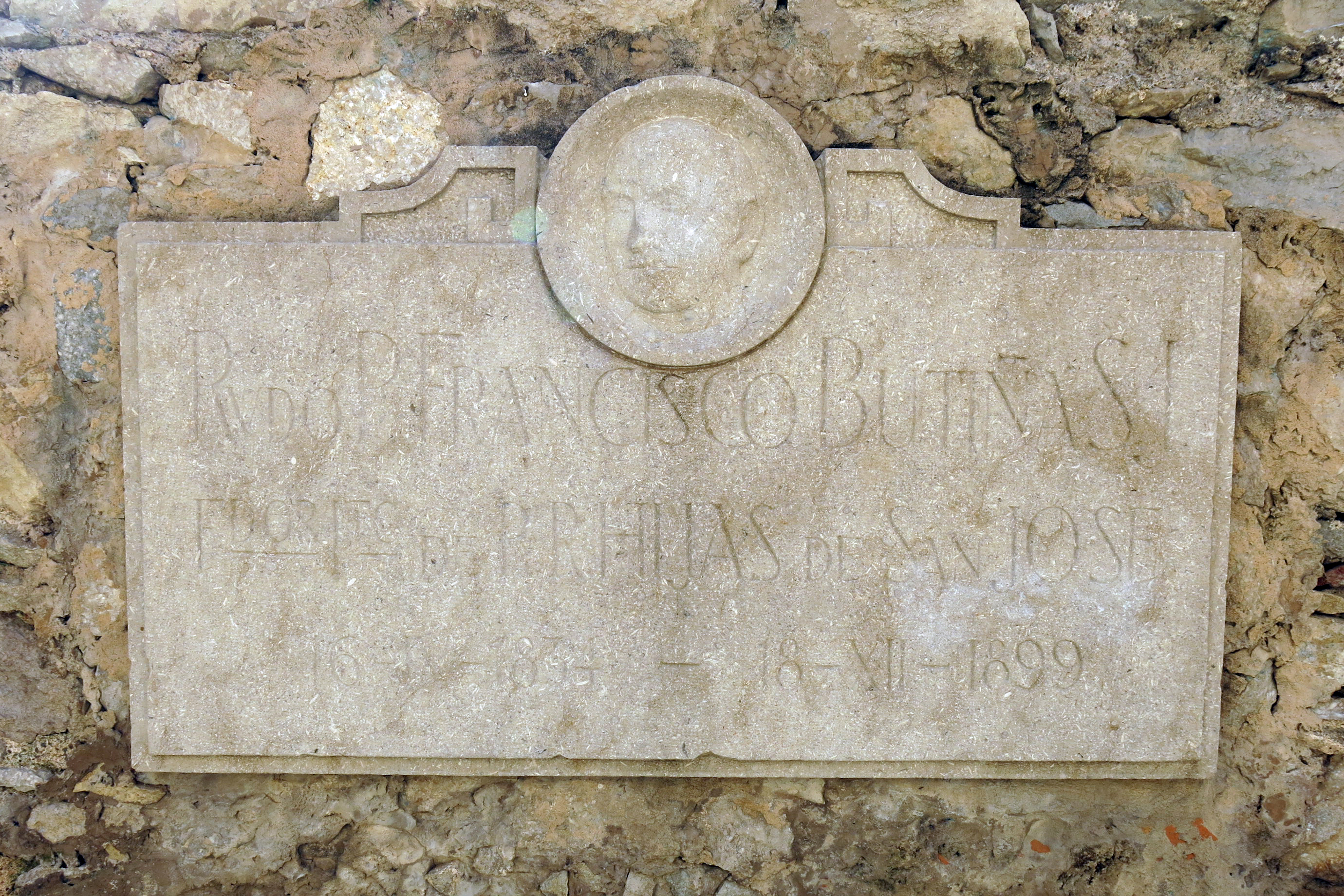
Placa dedicada al pare Butinyà a la plaça dels Lledoners de Girona

La seva vida a terres castellanes no li va impedir continuar sentint-se profundament català i estar al dia del que passava a la seva terra. Va connectar amb el moviment de la Renaixença, que lluitava per la recuperació de la cultura catalana i on va col·laborar amb articles diversos a la revista que aquest moviment editava.

## Fundació de les Serventes i les Filles de Sant Josep
Durant les seves estades a Salamanca com a professor i investigador Francesc X. Butinyà i Hospital es va implicar juntament amb els seus companys de comunitat a programar activitats, i a potenciar grups a l'església.
Va ser aquí on va conèixer Bonifàcia Rodríguez, una jove artesana que juntament amb Francesc X. Butinyà i Hospital van fer possible una aportació tremendament profètica i atrevida per a la seva època que va ser la fundació l'any 1874 de les Serventes de Sant Josep, i el que més tard s'acabaria convertint amb una congregació religiosa amb el fi principal de l'evangelizació del món treballador pobre.
Després que Francesc X. Butinyà i Hospital hagués de passar un temps d'exili a França, quan torna visita Girona, on va continuar l'obra que havia iniciat a Salamanca. El febrer de 1875 va fundar una nova Congregació de religioses obreres a Calella de la Costa, anomenades les Filles de Sant Josep i que es guanyen el pa amb l'ofici senzill de fer d'artesanes, col·laborant quasi imperceptiblement en la construcció d'un món diferent; una utopia encarnada enmig de les grans qüestions del seu temps i en els embolicats conflictes proletaris.
Fins a la seva mort, Francesc X. Butinyà i Hospital va treballar per explicar i donar a conèixer la realitat d'aquestes dues noves congregacions religioses, conegudes popularment per monges butinyanes. Totes les germanes són "religioses obreres", explica en una de les seves cartes i, tot i que són pobres i sense instrucció, esdevenen protagonistes del seu propi alliberament i són llavor d'una nova forma de treballar i de viure.
Francesc Butinyà va morir a Tarragona el 18 de desembre de 1899. les seves restes mortals descanses a la Cripta de la casa Mare de la Congregació de les Filles de Sant Josep de Girona.

## Procés de canonització
El mes de febrer del 1984 els consells generals de les Filles de Sant Josep i de les Serventes de Sant Josep es van posar d'acord per promoure conjuntament la causa de canonització del seu fundador Francesc X. Butinyà i Hospital. El 1990 les dues superiores generals es van entrevistar amb el superior general de la Companyia de Jesús, P. Peter Hans Kolvenbach, per comunicar-li la decisió presa, rebent el seu suport i alè.
Uns anys més tard, el gener de l'any 2004, les dues Congregacions Religioses, Les Serventes de Sant Josep i les Filles de Sant Josep, van iniciar els tràmits per introduir conjuntament la causa de canonització a la diòcesi de Girona. El 15 de novembre de l'any 2006, es va obtenir el vistiplau de la Congregació per les Causes dels Sants (Roma) per poder iniciar el procés de canonització.
El 12 de febrer de l'any 2007, va tenir lloc l'obertura del procés de canonització a l'església parroquial de Santa Maria dels Turers de Banyoles.

### Llibres escrits per Francesc Butinyà, S.J
Breu guió de les principals obres pastorals, literàries i científiques. Algunes d'aquestes inclouen càntics construïts sobre els models populars, la qual cosa també farà Jacint Verdaguer. Ens deixa, doncs, a més de la producció en prosa i l'obra teatral, una curta però estimable aportació poètica:
- Butinyà i Hospital, Francesc X. (1860). Un tractat de mecànica. Observacions meteorològiques. Butlletí mensual Observatori de l'Havana.
- Butinyà i Hospital, Francesc X. (1871). La Venjança del Martre: Peça de Sant Martirià. (1996) Introducció i notes Júlia Butinyà. Centre d'Estudis Comarcals de Banyoles.
- Butinyà i Hospital, Francesc X. (1871). Les Migdiades del mes de Maig.
- Butinyà i Hospital, Francesc X. (1878). La Devota Artesana.
- Butinyà i Hospital, Francesc X. (1879). Un granet de mostassa.
- Butinyà i Hospital, Francesc X. (1881). Constitucions de les Serventes de Sant Josep.
- Butinyà i Hospital, Francesc X. (1882). Joia del cristià.
- Butinyà Hospital, Francesc. Vida del P.Gabriel Malagrida, S.J. quemado como hereje por el Marqués de Pombal, 1886.
- Butinyà i Hospital, Francesc X. (1895). Algunes flors del jardí obrer.
- Butinyà Hospital, Francesc. Cartas.  Siervas y Hijas de San José, 2005. ISBN M.36.425-2005.

### Documents sobre Francesc Butinyà, S.J
- Blanco Trias, Pedro. El Padre Franciso Javier Butiñá, S.J y su obra.  Hijas de San José, 1958.
- Martín Tejedor, J. Francisco Butiñá y los Talleres de Nazaret. Utopismo socialista del siglo XIX en el Catolicismo español.  1977.
- Cáceres, Adela. Trabajo y dignidad humana: una interpretación en el S.XIX: Francisco Xavier Butiñá, S.J..  Siervas de San José, 1984. ISBN 84-398-2562-5.
- Butinyà Jiménez, Júlia «Fray Luis de Granada y el Padre Butiñá: un impacto de la edad de oro en la renaixença». Genealogía científica de la cultura, 4, 1992, pàg. 78-84. ISSN: 1130-4936.
- Revuelta González, Manuel «El P. Francisco Butiñá (1834-1899) en el contexto histórico de la compañía de Jesús.». Revista de teología y ciencias humanas, 57, 110, 1999, pàg. 197-243. ISSN: 0210-9522.
- Butinyà Jiménez, Júlia «Francesc Xavier Butinyà: centenari d'un precursor (1834-1899)». Revista de Girona, 196, 1999, pàg. 30-33. ISSN: 0211-2663.
- Butinyà Jiménez, Júlia «El pare Butinyà i les formes de la vida catalana». Serra d'Or, 574, 2007, pàg. 7-9. ISSN: 0037-2501.
- Revuelta González, Manuel. La Compañia de Jesús en la España Contemporanea III.  Universidad Pontifica Comillas, 2008. ISBN 978-84-8468-237-0.
- Ferrer, Dolors «Francesc Butinyà : l'espiritualitat al segle xix : posicionament ideològic del Pare Butinyà davant els problemes del segle xix, a la llum de la seva obra "Les Migdiades del Mes de Maig"». Revista de Lenguas y Literaturas Catalana, Gallega y Vasca, 14, 2009, pàg. 75-87. Arxivat de l'original el 2011-06-13. ISSN: 1130-8508 [Consulta: 30 març 2010].